# Psychoda trinodulosa
Psychoda trinodulosa és una espècie d'insecte dípter pertanyent a la família dels psicòdids.

## Distribució geogràfica
És una espècie cosmopolita: Europa (entre d'altres, les illes Britàniques -incloent-hi les illes Shetland-, l'Estat espanyol, Bèlgica, els Països Baixos, Alemanya -Baviera-, França, Romania i Noruega) i Nord-amèrica (Pennsilvània i Michigan).